# Boulevard John Fitzgerald Kennedy
Le Boulevard John Fitzgerald Kennedy est une longue route partant de Lévis à Lauzon, au Québec, qui fut nommée ainsi en l’honneur de John F. Kennedy, 35e président des États-Unis.